# بيرني جيمس
بيرني جيمس (بالإنجليزية: Bernie James)‏ (25 نوفمبر 1958 بكوفنتري في المملكة المتحدة - ) هو مدرب كرة قدم ولاعب كرة قدم أمريكي في مركز الدفاع. شارك مع منتخب الولايات المتحدة لكرة القدم. أما مع النوادي، فقد لعب مع إدمونتون دريلرز ‏ وSeattle Storm (soccer) ‏ وSeattle Sounders (1994–2008) ‏ وCleveland Crunch ‏ وكليفلاند فورس ‏ وTacoma Stars (1983–1992) ‏ وسياتل ساوندرز.